# انفجار غاز ينشوان 2023
في 21 يونيو 2023، قُتل 31 شخصًا وجُرح سبعة في مطعم فويانغ للشواء (富 洋 烧烤 店) في منطقة شينغتشينغ، ينشوان، نينغشيا، الصين، بعد انفجار غاز عشية مهرجان قوارب التنين. وفقا لتلفزيون الصين المركزي، وقع الانفجار حوالي الساعة 8:40 مساء بالتوقيت المحلي في شارع مزدحم بعد تسرب لخزان غاز بترول مسال داخل مطبخ المطعم.    
تحقق السلطات في السبب الدقيق للتسرب. 

## الاصابات
وكان طلاب المدارس الثانوية والمتقاعدون من بين الضحايا الذين مات معظمهم بسبب استنشاق الدخان.  وقتل ما لا يقل عن 31 شخصا في الانفجار. كما أصيب سبعة أشخاص، أحدهم في حالة حرجة. 

## النتائج
وأظهرت لقطات بثها تلفزيون الصين المركزي أكثر من عشرة من رجال الإطفاء يكافحون الحريق، بينما تصاعد الدخان من فتحة كبيرة أمام المطعم. وتناثرت شظايا الزجاج وأنقاض أخرى على الشارع.  وذكرت وزارة إدارة الطوارئ أنه تم نشر أكثر من 100 فرد و20 مركبة من خدمات الإطفاء والإنقاذ بالموقع.  أظهر مقطع فيديو من منصة التواصل الاجتماعي دوين أول المستجيبين يحملون سلالم، وهم يحاولون الوصول إلى الضحايا المحاصرين في الطابق الثاني.  علاوة على ذلك، نقلت حكومة المقاطعة 64 عائلة من المجمعات السكنية المجاورة إلى الفنادق. 
كان الانفجار الأكثر دموية في الصين منذ عام 2019، عندما أسفر انفجار في مصنع كيماويات في مقاطعة جيانغسو الشرقية عن مقتل 78 شخصًا 

## التحقيق
أفادت وسائل إعلام محلية أنه بناءً على تحقيق أولي أجرته إدارة الإطفاء، اكتشف موظف بالمطعم رائحة تسرب غاز قبل حوالي ساعة من الانفجار. بعد ذلك، حدد الموظف صمامًا تالفًا في خزان غاز مسال وكان في خضم استبداله عندما وقع الانفجار.  واحتجزت الشرطة تسعة أشخاص، من بينهم مالك المطعم، والمساهمون، والموظفون في أعقاب الانفجار بينما أمرت الشرطة بتجميد أصولهم المالية. 

## ردود الفعل
وحث الأمين العام للحزب الشيوعي شي جين بينغ على بذل أقصى الجهود في توفير الرعاية الطبية للمصابين وتعزيز إجراءات السلامة.  

في مساء يوم 22 يونيو 2023، تعهدت سلطات ينشوان بفتح تحقيق في الصناعات ذات الصلة لتجنب وقوع كوارث مماثلة في المستقبل. 